# Groot Israël
Groter Israel of beter bekend als Greater Israel werd bedacht en gepusht door de familie Netanyahu ook wel bekend als de grootvader en vader van Benjamin Netanyahu. Hierbij is de doel om volgens hun wat hen toebehoort zoals delen van Syrie Lebanon Egypte Irak Iran Turkije Qatar en deel van Saudi Arabie in te nemen en zo de grote Israel te creëren.